# Rafaela Carrasco
Rafaela Carrasco Rivero (* 1972 in Tomares, Provinz Sevilla) ist eine spanische Flamencotänzerin und Choreografin.

## Leben

### Frühe Karriere
Rafaela Carrasco begeisterte sich schon als Kind für den Tanz. Im Alter von acht Jahren begann sie in die Akademie von Matilde Coral eine Ausbildung in klassischem spanischem Tanz. Vier Jahre lang tanzte sie in der Kompanie von Mario Maya. 1994 wurde sie in der Compañía Andaluza de Danza aufgenommen. Zwei Jahre später zog sie nach Madrid um, um dort ihre künstlerische Ausbildung abzuschließen. Sie lernte bei José Palacios, Rosa Naranjo, Ana María Bueno, Merche Esmeralda, Goyo Montero, Pedro Azorín, Juanjo Linares, Ananciación la Toná, Manolo Marín, Manolete, El Güito, Milagros Menjíbar, Rafael el Negro, El Mimbre und Teresa Nieto.
Sodann trat sie in den Tablaos Los Gallos in Sevilla, Café de Chinitas in Madrid und El Flamenco in Tokio auf. 1996 tanzte sie bei Belén Maya in La diosa de nosotros sowie 1997 in El pájaro negro von Javier Barón und in Los flamencos cantan y bailan a Lorca von Mario Maya. Bis 2004 folgte eine Reihe weiterer Auftritte:
- 1998 De sol a luna von Ricardo Franco;
- 1999 Pensando flamenco von Adrián Galia und Hasta aquí mit der Compañía Cumbre Flamenca;
- 2000 Colores von Rafael de Carmen und Amargo von Rafael Amargo;
- 2001 Pura pasión von Cristóbal Reyes;
- 2002 Orestes en Lisboa von Francisco Suárez;
- 2004 Un, dos, tres, faa... von Mario Maya.

Besonders beachtete Auftritte in jenen Jahren hatte sie:
- 2000 in der Gala del Día Internacional de la Danza gemeinsam mit Rafael Amargo;
- 2001 in Cristina Hoyos‘ Show El baile flamenco de las nuevas generaciones, die dem Publikum neue, moderne Formen des Flamenco nahebrachte;
- 2001 im Zyklus El flamenco viene del Sur im Teatro Central von Sevilla;
- 2002 gemeinsam mit Manuel Reyes beim Festival von Jerez de la Frontera;
- 2003 erneut bei der Gala del Día Internacional de la Danza, wo sie das Gedicht Desde que el alba quiso ser alba[3][4] von Miguel Hernández tänzerisch interpretierte.

2002 war ein entscheidendes Jahr in ihrer Karriere. Im Juni jenes Jahres präsentierte sie A cinco beim Certamen Coreográfico de Danza Española y Flamenco in Madrid. Für diese Darbietung wurde sie mit dem Preis für die beste Choreografie, dem Preis für die beste musikalische Komposition und der Auszeichnung als herausragende Tänzerin geehrt.

### La música del cuerpo
Dieses Stück wurde die Grundlage für die erste Arbeit mit ihrer neu gegründeten eigenen Kompanie. Als dramaturgischen Leiter konnte sie Francisco Suárez gewinnen. Als Sänger engagierte sie Manuel Gogo, als Musiker engagierte sie José Luis López am Violoncello, Arcadio Marín und Jesús Torres an den Gitarren und Pablo Suárez am Klavier. Die Tanzformation bestand neben ihr selbst aus Concha Jareño, Olga Pericet, Daniel Doña, Manuel Liñán und Álvaro Paños. Mit ihnen trat sie im März 2003 beim Festival von Jerez de la Frontera auf. Ihren Worten zufolge sollte die Musik in dem Stück einzig dazu dienen, den Tanz zur Geltung zu bringen und zu bereichern, sie dürfe ihn keinesfalls zudecken – daher der Titel La música del cuerpo. Die Instrumente symbolisierten drei Grundelemente der Natur: Das Cello die Luft, die Gitarre das Meer und das Klavier die Sonne. Dazu passend wurde die Bühnendekoration und die Beleuchtung in den Farben gelb, blau und rot gestaltet.
Das Stück bestand aus drei Akten:
- Im ersten Teil, A cinco, konnten die Tänzerinnen und Tänzer jeweils ihre Persönlichkeit und ihren Stil zum Ausdruck bringen, ohne an feste Formen gebunden zu sein, denen alle folgen mussten.
- Im zweiten Teil, Arcángeles, war die Bühne in kühlem Blau gehalten. Er begann mit Gesang und Tanz ohne Instrumentalbegleitung, a palo seco, bis Rafaela Carrasco in der Bühnenkulisse die Türen für die Musiker öffnete, die dann den Tanz begleiteten.
- Im dritten Teil, Tras el espejo, tanzte Rafaela Carrasco selbst im Schleppenkleid, der Bata de cola, und mit Zimbeln in den Händen.

### Festivals und Auftritte bis 2007
2004, erneut beim Festival von Jerez, zeigte sie mit Solo un solo ihre persönliche Version der Malagueña, die sie ausschließlich mit den Armen und mit Drehungen ihres Körpers interpretierte, ohne den Kontakt zum Boden aufzugeben. An diese Malagueña knüpfte sie einen Fandango von Frasquito Yerbabuena an, den sie im traditionellen Rhythmus und in traditionellen folkloristischen Formen tanzte. Im selben Jahr wirkte sie als Tänzerin und als Choreografin bei der Produktion Los Caminos de Lorca der Compañía Andaluza de Danza mit. Sie tanzte dort erneut ihre Malagueña und interpretierte ein Gedicht aus dem Zyklus Poeta en New York von Federico García Lorca zu Musik von Miles Davis. Gemeinsam mit Belén Maya präsentierte sie Fuera de los límites (Über die Grenzen hinaus). Der Titel verweist auf das überaus breite musikalische Spektrum der Aufführung, zu dem Stücke von Craig Armstrong, De La Guarda, dem Kapanski Ensemble, Zakir Hussain und Pablo Suárez beitrugen. Sie selbst tanzte wieder die Malagueña.

«Es un espectáculo de solos y de dúos. Y es flamenco porque sale de nosotros y nuestro fondo y nuestra formación es flamenca, pero tiene otra visión. Nos ha dirigado Ramón Oller (...) con unas ideas incréimente originales, divertidas y interesantes. (...) Lo maravilloso es que, sin pretensiones, es un modo de mostrar las inquietudenes que tenemos, sin cohibirnos de ninguna manera, sin prejuicios. Queremos que no haya que nos limite y así se llama el espectaculo: ‹Fuera de los límites›.»

„Es ist eine Show von Solos und Duetten. Und es ist Flamenco, weil es aus uns und unseren Grundlagen wächst, und unsere Ausbildung ist Flamenco. Aber es enthält eine weitere Vision. Ramón Oller hat uns (....) mit originellen, lustigen und interessanten Ideen geführt. (....) Das Wunderbare ist, dass es ohne Anmaßung eine Art ist, die Unruhe zu zeigen, die wir haben, ohne uns in irgendeiner Weise zu behindern, ohne Vorurteile. Wir wollen, dass nichts uns einschränkt, und somit heißt die Show: ‘Über die Grenzen hinaus’.“

2005 setzte sie beim Festival von Jerez Una mirada del flamenco in Szene, eine Verbindung von Flamenco und zeitgenössischem Tanz. In sämtlichen Choreografien jener Aufführung brachte sie Neuerungen. Die Bulerías tanzte sie anfangs a palo seco, ohne Instrumentalbegleitung, in kurzem Rock und darunter einer langen Hose. Die Männer Daniel Doña, Marco Flores und Manuel Liñán tanzten die Farruca, den eigentlich Frauen vorbehaltenen Schleppentanz in schwarzen Schleppenkleidern, mit einer Selbstverständlichkeit, dass es ganz natürlich erschien. Den Taranto begann sie zu den Klängen einer indischen Tabla. Sie spielte mit vielfältigen Variationen im Gruppentanz. Den Martinete tanzte sie mit dem gebotenen Ernst, der diesem Palo zu eigen ist, und die Soleá im Schleppenkleid im Dialog mit dem Piano. Die Musik komponierten Jesús Torres, Pablo Suárez, José Luis López und Fernando de la Rúa.
Der Kritiker Adolfo Simón schrieb über die Aufführung:

«(…) se paso de lo tradicional a lo contemporáneo sin apenas notarlo. Es es el gran hallazo del trabajo de Rafaela, hacer, desde la austeridad, porque es un trabajo casi de cámara, un viaje a lo más puro para transgredirlo de golpe en un detalle, en un gesto, un movimiento.»

„(…) sie ging fast unmerklich von der Tradition zur Gegenwart über. Rafaelas große Leistung besteht darin, vom Schlichten auszugehen, denn es ist eine fast fotografische Arbeit, eine Reise zum Reinsten, um es plötzlich in einem Detail, einer Geste, einer Bewegung zu überschreiten.“

2006 nahm sie an der Eröffnungsshow zur Biennale von Sevilla teil, Andalucía, el flamenco y la humanidad unter der Leitung von Mario Maya.
2007 präsentierte sie wiederum eine Aufführung beim Festival von Jerez: Del amor y otras cosas. Rafaela Carrasco und Daniel Doña tanzten darin die Geschichte einer Liebesbeziehung zwischen Frau und Mann, von der ersten Begegnung über alle Momente und Stimmungen des Zusammenseins, von der Abhängigkeit und der täglichen Langeweile bis zur Trennung und schließlich dem Vergessen. Sie legte in ihrem Tanz den Schwerpunkt auf die zeitgenössischen Formen, er auf den klassischen Flamenco.
Wenige Tage später zeigte sie in Sevilla ConCierto Gusto, eine Art Fortsetzung von Una mirada del flamenco mit wiederum innovativen und originellen Choreografien.

### Vamos al tiroteo
Zur Biennale von Sevilla 2008 inszenierte sie Vamos al tiroteo, ein Tanzabend zum Liedzyklus Canciones populares españolas, den 1931 Federico Garcia Lorca und La Argentinita schufen. Die Musiker hatten bei der Aufführung die Aufgabe, den Dichter Garcia Lorca in ihrer Musik zu verkörpern, während Rafaela Carrasco die Sängerin und Tänzerin Argentinita darstellte. Sie beschrieb das Motiv des Stückes so:

«La idea principal es poner en escena un disco que ha sido fuente de inspiración para muchas artistas. Trasladar las temas del año 1931 al día de hoy, con un entendimiento musical, escénico y coreográfico que difiere muche del que había en su momento, pero con el mismo espiritu de hacer llegar al público letras y músicas que pertenecen al pueblo, que cuentan la manera de vivir de generaciones pasadas y que forman parte de nosotros.»

„Die Grundidee ist, ein Werk auf die Bühne zu bringen, das für viele Künstlerinnen eine Inspirationsquelle war. Die Themen von 1931 auf die Gegenwart zu übertragen, mit einem musikalischen, szenischen und choreographischen Verständnis, das sich stark von dem damaligen unterscheidet – aber mit der gleichen Absicht, Texte und Musik in die Öffentlichkeit zu bringen, die den Menschen gehören, die von der Lebensweise vergangener Generationen erzählen und die Teil von uns sind.“

Von diesem Plan ausgehend, schuf sie jeweils eine Choreografie zu jedem der zwölf Lieder. Deren strenge, perfektionistische Konzeption ließ den  Tänzern keinen Spielraum für Improvisationen. Sie wurde sowohl mit dem Preis der Kritik als auch mit dem geteilten Girardillo für die beste Choreografie ausgezeichnet.

### Jüngere Vergangenheit
Im Februar 2012 trat Rafaela Carrasco bei der Gala Flamenco im Londoner Sadler’s Wells auf. Den Abschluss der Biennale von Sevilla im selben Jahr gestaltete sie mit La punta y la raiz, einer Hommage an große Künstler des Flamenco, von José Galván zu seiner Tochter Pastora, von Belén Maya bis zu Rafael Campallo.
2013 wurde sie als Direktorin der Compañia Andaluza de Danza berufen. Sie überzeugte das Auswahlgremium mit ihrer Choreografie Concurso de cante jondo de 1922. Für die Bewerbung um die Stelle mussten Originalprojekte vorgestellt werden, die mindestens zwei unterschiedliche Formate enthielten. Mindestens eines davon sollte Bezüge zum Dichter Federico Garcia Lorca aufweisen, da das Ballett plante, im Zyklus Lorca y Granada in den Gärten des Generalife aufzutreten.
2014 hatte die Kompanie sich in Ballet Flamenco de Andalucía umbenannt. Zur Biennale von Sevilla und anlässlich des 20-jährigen Bestehens schuf Rafaela Carrasco mit Imágenes eine Retrospektive, die die Werke ihrer Vorgänger in der Leitung würdigte: Mario Maya, María Pagés, José Antonio, Cristina Hoyos und Rubén Olmo. Das Stück gewann den Giraldillo für die beste Show. Anschließend wurde es in London aufgeführt und ging danach auf internationale Tournee.
Einen weiteren großen Auslandsauftritt hatte sie 2015 bei der Biennale d’art flamenco im Théâtre national de Chaillot in Paris. Mit En tu huella schuf sie das Stück für die Eröffnungsgala. Sie tanzte darin gemeinsam mit Antonio Canales und den Geschwistern Rafael und Adela Campallo. Die vier Tänzer riefen auf der Bühne Stücke von Matilde Coral, von Rosario und ihrem langjährigen Partner Antonio ins Leben. Auch die Schlussvorstellung dieser Pariser Biennale bestritt sie, mit dem Stück En la memoria del cante, 1922, einer erneuten Reminiszenz an den Gesangswettbewerb von 1922.
Mit Tierra Lorca gab sie 2016 ihre Abschiedsvorstellung als Direktorin des Ballet Flamenco de Andalucía. Erneut schlug sie damit die Brücke zu Federico García Lorcas Liedzyklus Canciones populares españolas. Die Intention des Stückes schilderte sie so:

«Preferí no plasmar la obra del poeta, sino su pasión. Él cogió esas canciones del pueblo, las grabó y las tocó al piano junto a su amiga. Yo crecí con esos temas. Los cantaba mi madre y ahora lo hace mi hijo. Renovar esa música y acercarla a los jóvenes me parece importante. Es un legado del pueblo.»

„Ich wollte nicht das Werk des Dichters erfassen, sondern lieber seine Leidenschaft. Er sammelte diese Volkslieder, nahm sie auf und spielte sie mit seinem Freund auf dem Klavier. Ich bin mit diesen Stücken aufgewachsen. Meine Mutter sang sie, und jetzt tut es mein Sohn. Diese Musik zu erneuern und sie jungen Menschen nahezubringen erscheint mir wichtig. Es ist ein Erbe des Volkes.“

In das Bühnenbild wurden Fotografien des Dichters projiziert. Mayte Martín übernahm mit ihrer Gesangsstimme die Rolle von La Argentinita. Auch nach ihrem Abschied als Direktorin blieb sie dem Ballet Flamenco de Andalucía als Choreografin verbunden.
2017 schuf sie mit Nacida Sombra eine Hommage an vier Frauen des spanischen Siglo de Oro: Teresa von Ávila, María de Zayas, María Calderón und Sor Juana Inés de la Cruz. Die Uraufführung fand auf der Bühne des Teatro de la Maestranza in Sevilla statt. Danach tourte die Compañia Andaluza de Danza mit dem Stück nach Helsinki, London und spanische Städte wie Jerez und Móstoles. Auch ihr Beitrag zur Biennale d’art flamenco in Paris bestand aus diesem Stück. Statt einer Art Lebensgeschichte der vier Frauen wurden einzelne Szenen aus deren Leben musikalisch und tänzerisch dargestellt. Begleitet wurde die Inszenierung von Textvorträgen von Blanca Portillo. Jeder der vier Frauen wurde ein musikalischer Stil zugeeignet, der sie laut Rafaela Carrasco charakterisierte: Teresa von Ávila stabil, ruhig und gelassen; María de Zayas modern und jazzig, María Calderón frisch, jung und folkloristisch und Sor Juana mexikanisch, nur begleitet von Streichern und Klavier. Das Stück sei kein feministisches Stück, aber ein feminines Stück, sagte Rafaela Carrasco: Die Frauen müssten weiterhin voranschreiten und kämpfen.
Zur Biennale in Sevilla 2018 präsentierte sie mit Salón de baile ein Werk, das in seiner formalen Strenge an die Arbeit ihres Lehrers Mario Maya anknüpfte. Javier Barón, Rubén Olmo, Tamara López und David Coria präsentierten in einer abwechslungsreichen Folge von Tanzstilen und Musikstücken einen Abriss der Geschichte des Flamencos. Sie führte von der Prä-Flamenco-Zeit und den folkloristischen Formen der Escuela Bolera bis zum heutigen Flamenco mit den starken Einflüssen des zeitgenössischen Tanzes.

### Lehrtätigkeit
Einen erheblichen Teil ihrer Zeit widmet Rafaela Carrasco der Lehre. Sie begann damit 1996 in den Studios der Tanzschule Amor de Dios, lehrte im Centro Flamenco de Estudios Escénicos in Granada. und gab immer wieder Kurse bei Festivals, beispielsweise in Jerez und beim Gitarren-Festival in Córdoba. Am Conservatorio Superior de Danza ‹María de Ávila› lehrte sie als Professorin für Technik des Flamenco, für Methodik und Didaktik seiner Inszenierung und für Analyse und Praxis seines Repertoires.
2016 war sie die choreografische Direktorin des Wettbewerbs Certamen de Coreografía de Danza Española y Flamenco. 2017 war sie Jurorin für den Premio Nacional de Danza.